# Henry Berman
Pour les articles homonymes, voir Berman.
Henry M. Berman (connu comme Henry Berman) est un monteur et producteur (de cinéma et de télévision) américain, né le 1er janvier 1914 à New Castle (Pennsylvanie), mort le 12 juin 1979 à Los Angeles (Californie).

## Biographie
Frère du producteur Pandro S. Berman (1905-1996), il intègre comme lui au début des années 1930 la RKO Pictures, où il est d'abord assistant monteur. Ses deux premiers films comme chef monteur sont les comédies musicales En suivant la flotte de Mark Sandrich et Sur les ailes de la danse de George Stevens, toutes deux avec le couple Fred Astaire-Ginger Rogers et sorties en 1936.
Suivent vingt-neuf autres films américains à ce poste (le dernier sorti en 1972), dont Kitty Foyle de Sam Wood (1940, avec Ginger Rogers et Dennis Morgan), Doux oiseau de jeunesse de Richard Brooks (1962, avec Paul Newman et Geraldine Page), Grand Prix de John Frankenheimer (1966, avec James Garner et Yves Montand), ou encore Dis-moi que tu m'aimes, Junie Moon d'Otto Preminger (1970, avec Liza Minnelli et Ken Howard).
Grand Prix lui permet de gagner en 1967 un Oscar (partagé) du meilleur montage.
Henry Berman est également monteur pour la télévision, contribuant ainsi à huit séries et à huit téléfilms entre 1961 et 1978. Citons Des agents très spéciaux (vingt-et-un épisodes, 1964-1967) et L'Âge de cristal (quatre épisodes, 1977-1978).
Il est aussi producteur, sur onze films sortis dans les années 1950, dont Boulevards de Paris de Mitchell Leisen (1955, avec Anne Baxter et Steve Forrest) et La Madone gitane de Charles Walters (1956, avec Joan Crawford et Michael Wilding), auxquels s'ajoutent deux séries (1956-1958).

## Filmographie partielle

### Monteur
Films
- 1933 : Idylle sous les toits (Rafter Romance) de William A. Seiter (assistant monteur)
- 1933 : Le Fils de Kong (The Son of Kong) d'Ernest B. Schoedsack (assistant monteur)
- 1936 : Sur les ailes de la danse (Swing Time) de George Stevens
- 1936 : En suivant la flotte (Follow the Fleet) de Mark Sandrich
- 1937 : Pour un baiser (Quality Street) de George Stevens
- 1937 : Une demoiselle en détresse (A Damsell in Distress) de George Stevens
- 1938 : Mariage incognito (Viviacious Lady) de George Stevens
- 1939 : Mademoiselle et son bébé (Bachelor Mother) de Garson Kanin
- 1939 : Gunga Din de George Stevens
- 1940 : Double Chance (Lucky Partners) de Lewis Milestone
- 1940 : Kitty Foyle (Kitty Foyle : The Natural History of a Woman) de Sam Wood
- 1940 : L'Angoisse d'une nuit (Vigil in the Night), de George Stevens
- 1942 : Obliging Young Lady de Richard Wallace
- 1962 : Doux oiseau de jeunesse (Sweet Bird of Youth) de Richard Brooks
- 1966 : Grand Prix de John Frankenheimer
- 1967 : Le Point de non-retour (Point Blank) de John Boorman
- 1967 : Minuit sur le grand canal (The Venetian Affair) de Jerry Thorpe
- 1968 : L'Homme de Kiev (The Fixer) de John Frankenheimer
- 1969 : Les parachutistes arrivent (The Gypsy Moths) de John Frankenheimer
- 1970 : Dis-moi que tu m'aimes, Junie Moon (Tell Me That You Love Me, Junie Moon) d'Otto Preminger
- 1970 : Le Pays de la violence (I Walk the Line) de John Frankenheimer

Séries télévisées
- 1961 : Le Jeune Docteur Kildare (Dr. Kildare), saison 1, épisode 6 Admitting Service d'Elliot Silverstein
- 1964-1967 : Des agents très spéciaux (The Man from U.N.C.L.E.), saisons 1 à 3, 21 épisodes
- 1977-1978 : L'Âge de cristal (Logan's Run), saison unique, épisode 1 (pilote) L'Âge de cristal (Logan's Run, 1977) de Robert Day, épisode 3 Un étrange chasseur (Capture, 1977), épisode 7 La Crypte (The Crypt, 1977) et épisode 10 Rêves mortels (Futurepast, 1978) de Michael O'Herlihy

Téléfilms
- 1971 : The Deadly Hunt de John Newland
- 1971 : Earth II de Tom Gries
- 1972 : A Great American Tragedy (en) de J. Lee Thompson
- 1973 : Go Ask Alice de John Korty
- 1973 : Isn't It Shocking de John Badham
- 1974 : Winter Kill de Jud Taylor
- 1975 : Babe de Buzz Kulik

### Producteur
Films
- 1951 : Bannerline de Don Weis
- 1952 : Une fois n'engage à rien (Just This Once) de Don Weis
- 1952 : Toi pour moi (You for Me) de Don Weis
- 1953 : La Madone gitane (Torch Song) de Charles Walters
- 1954 : Escadrille Panthère (Me of the Fighting Lady) d'Andrew Morton
- 1955 : Boulevards de Paris (Bedevilled) de Mitchell Leisen
- 1956 : The Great American Pastime (en) d'Herman Hoffman

Séries télévisées
- 1956 : General Electric Theater, saison 4, épisode 38 Emergency Call
- 1958 : Studio 57, saison 4, 7 épisodes

## Récompense
- 1967 : Oscar du meilleur montage (partagé) pour Grand Prix.